# عقرب الغابة العملاق
عقرب الغابة العملاق (بالإنجليزية: Giant Forest Scorpion)‏ واسمهُ العِلمي Heterometrus swammerdami، هو أكبر نوع عقارب في العالم بطولٍ مقدارهُ 23 سم (9 إنش) ووزنٍ يصلُ إلى 56 غرام (2 أوصنة). سُمّ هذا العقرب غير قاتِل للإنسان عادةً، وذلك لأنَّ هذا العقرب تطور بحيث يقتل فريسته من خلال سحقها بكماشاته بدلًا من السُمّ.النوع الفرعي "Heterometrus swammerdami titanicus
" يُمكن العثور عليه في سريلانكا والهند.